# Gustave Goublier
Gustave Goublier est un chef d'orchestre et compositeur français né le 15 janvier 1856 à Paris, ville où il est mort le 27 octobre 1926 dans le 10e arrondissement.

## Biographie
De son vrai nom Gustave Émile Conin, il fut chef d'orchestre à l'Eldorado, au Parisiana et aux Folies-Bergère. Il composa de nombreuses musiques fort connues de la Belle Époque comme L'Angélus de la mer, Le Crédo du paysan, Musique de chambre, La Voix des chênes...
Il est enterré avec son fils, Henri Goublier fils, au Père Lachaise, dans la division 4.

## Distinctions
- Officier de l'Instruction publique.

## Hommage
Une rue du 10e arrondissement de Paris porte son nom depuis juillet 1936.